# نسانجه
نسانجه (به لاتین: Nsanje) یک شهر در مالاوی است که در منطقه جنوبی مالاوی واقع شده‌است.

## خصوصیات
نسانجه ۲۷٬۱۳۱ نفر جمعیت دارد.